# Bryndzové halušky
Bryndzové halušky er en af Slovakiets nationalretter. Måltidet består af halušky (kogte klumper af kartoffeldej, som minder om gnocchi og bryndza  (en form for blød fåreost), eventuelt drysset med stegte stykker røget bacon samt purløg eller forårsløg.
Žinčica, en slovakisk fåremælkedrik, der minder om kefir, bliver traditionelt drukket til et måltid bryndzové halušky.

## Ekstern henvisning
- Bryndzové halušky – slovakisk bolle ret